# Gabriel Gava
Gabriel Soares Gava (Boa Esperança, 12 de junho de 1991) é um cantor brasileiro de música sertaneja. Ficou conhecido em todo Brasil com a música "Fiorino", lançada em março de 2012. No mesmo ano, gravou seu primeiro DVD no Atlanta Music Hall, em Goiânia, que contou com uma mega produção, e também com as bailarinas do Faustão.

## Biografia
Aos 16 anos de idade começou sua carreira na música, ao ingressar para uma banda em 2007.  Em 2009, recebeu convite para integrar a banda Ases do Forró em São Mateus (ES). Em 2011, já em carreira solo como cantor, lançou seu primeiro CD, na linha do sertanejo universitário, Máquina do tempo.  Em 2012, lançou, pela LB Produções, seu segundo CD, que fez sucesso em todo o Brasil com a música "Fiorino", cujo clipe já ultrapassou 25 milhões de acessos no site youtube. No ano seguinte, lançou seu primeiro DVD, gravado ao vivo no Atlanta Music Hall em Goiânia (GO), e obteve sucesso com a música "Bala na boquinha", "E Tome Amor", "Máquina do amor", "Vou Sair de Kombi" e "Vai Bonitinha", ainda em 2013 lançou o vídeo clipe da música "Um Beijo Por Minuto" cujo clipe já contabiliza mais de 1 milhão de views. 
Em 2014 lançou o CD A minha cara, com uma roupagem totalmente diferente, ganhou destaque com as músicas "Na mesa do bar" (arrocha/bachata romântico), música esta que foi muito elogiada pelos críticos, ganhou destaque também com a animada "Número Privado", os clipes ja chegam a 3 milhões de views respectivamente no youtube. Ainda em 2014 Gava recusou a proposta da FS Produções da dupla Fernando & Sorocaba, com a recusa do cantor, Sorocaba contratou o cantor Loubet para compor casting. Hoje Gabriel Gava é um dos principais nomes do sertanejo, com um show completamente animado com suas músicas, os clássicos do sertanejo, funk, axé e até Rock, e presença confirmada em todos os tipos de eventos do Brasil.
No carnaval de 2015, o cantor lançou o hit "Fogo Na Rachada", que logo foi sucesso em todo o Brasil. Em 24 de junho o cantor fez uma música em homenagem ao cantor Cristiano Araújo e a namorada Allana Moraes que morreram num trágico acidente de carro. Intitulada "Amo Até no Céu", primeiramente a canção foi interpretada por Gabriel em um vídeo em voz e violão, mais de 10 milhões de views no facebook, em seguida gravou um vídeo solo em estúdio, logo em seguida fez o vídeo clipe oficial juntamente com Gusttavo Lima, Lucas Lucco e Israel Novaes. O clipe da música atingiu mais de 1 milhão de views no Youtube em 24 horas, e mostra imagens dos momentos da gravação da música que se misturam a cenas de Cristiano e Allana juntos em passeios e viagens. Porém a pedido dos familiares do Cristiano Araújo foi retirado do canal do Gabriel Gava, mas em outras contas não oficiais ainda se encontra no Youtube.
Em julho, lançou dois clipes, as canções "Tira o Olho" e "Problema é Seu". No início de 2016, o cantor lançou o clipe da música “Grava um áudio aí”, a música é uma composição do próprio artista em parceria com Rander Moreira, Gabriel Agra, Diego Damasceno e Thales Lessa. A produção foi feita por Jenner Melo e direção de Anselmo Troncoso. Em 12 de abril de 2016 Gabriel Gava gravou o seu segundo DVD de 9 anos de carreira em Goiânia, na Play Music Hall, e contou com as participações especiais de grandes cantores da atualidade, como Zé Neto & Cristiano, Léo Santana, Léo Magalhães e Fernando & Sorocaba. A produção musical é de Jenner Melo, a direção geral do DVD é de Anselmo Troncoso da AT+G Produções e Luciano Bonfim da LB Produções na direção executiva. Gabriel Gava divulgou no youtube sua nova música de trabalho: ‘Frentista’.  Com letra assinada por Michel Alves, Elias Mafra, Geovany Reis e Fabricio, o modão sofrido fala sobre um homem que espera a mulher em um posto de gasolina mas ela acaba não aparecendo. ‘Frentista’ marca uma nova fase na carreira do cantor e também de compositor.
Em 2016, passa a namorar a miss Brasil Débora Lyra. Em 2017, fica noivo da miss em Paris.
Em 2017, o cantor reincide o contrato com a LB Produções e cria seu próprio escritório, chamado de “Gava Produções”. Em 2019, o cantor se filia à “NA Produções”. 
Em 2018 lançou a música “Seu Papai Sopra” que alcançou mais de 700 mil visualizações em 3 semanas no YouTube. No mesmo ano gravou o DVD “Na mesa do bar”, com regravações da própria carreira e de clássicos do sertanejo. A música “Divisão de Bens” alcançou o TOP 100 no Spotify.
Em 2019 gravou o EP “Na boca do povo” na Rua 44, polo comercial de Goiânia. A primeira música do projeto, “Delicinha” alcançou mais de 1 milhão de visualizações em menos de 3 semanas no YouTube. Meses depois, a música foi lançada com participação da cantora Naiara Azevedo. A nova versão alcançou mais de 3 milhões de visualizações em 3 semanas no YouTube.

## Discografia
- 2011: Máquina do Tempo (CD) Independente
- 2012: Fiorino (CD) Som Livre
- 2013: Ao Vivo em Goiânia (CD/DVD) Som Livre
- 2014: A Minha Cara (CD) Independente
- 2016: Esse Sou Eu - Ao Vivo Em Goiânia (CD/DVD) - Independente
- 2019: Na Boca do Povo (EP) - Independente
- 2020 GG & Seus Teclados NA Produções GG Produções

### Singles
- 2012: "Máquina do Amor"
- 2012: "Fiorino"
- 2013: "Bala na Boquinha"
- 2013: "Um Beijo Por Minuto"
- 2014: "Tô Na Mesa do Bar"
- 2015: "Matriz e Filial
- 2015: "Número Privado"
- 2015: "Amo Até no Céu" (Homenagem à Cristiano Araújo e Allana Moraes) (Part. Gusttavo Lima, Lucas Lucco, Israel Novaes)
- 2015: "Problema é Seu"
- 2016: "Grava Um Áudio Ai"
- 2016: "Frentista"
- 2016: "Nem Vai Lembrar de Namorada" part. Léo Santana
- 2016: "Modo Modão" part. Léo Magalhães
- 2016: "Quem Nasceu pra chorar foi viola" part. Zé Neto e Cristiano
- 2016: "Belém Belém" part. Fernando e Sorocaba
- 2016: "Pronto Pra Outra"
- 2016: "São Pedro"
- 2017: "Tudo é do Pai"
- 2018: "Seu Papai Sopra"
- 2018. "Divisão de Bens"
- 2019. "Delicinha" part. Naiara Azevedo